# New Forest (dystrykt)
New Forest – dystrykt w hrabstwie Hampshire w Anglii. W 2011 roku dystrykt liczył 176 462 mieszkańców.

## Miasta
- Fordingbridge
- Lymington
- New Milton
- Ringwood
- Totton and Eling

## Inne miejscowości
Ashurst, Bagnum, Bank, Bartley, Barton on Sea, Bashley, Beaulieu, Bisterne, Blackfield, Blashford, Blissford, Boldre, Bramshaw, Bransgore, Breamore, Brockenhurst, Brook, Brookheath, Broxhill, Bucklers Hard, Bull Hill, Burgate, Burley, Cadnam, Calshot, Copythorne, Crendell, Cripplestyle, Crow, Damerham, Dibden, Dibden Purlieu, East Boldre, East End, East Hill, East Martin, East Mills, Ellingham, Emery Down, Exbury, Fawley, Fritham, Frogham, Furze Hill, Godshill, Gorley Lynch, Hale Park, Hale Purlieu, Hale, Hangersley, Harbridge, Hardley, Hightown, Highwood, Hinton, Hordle, Hungerford, Hyde, Hythe, Keyhaven, Lepe, Linbrook, Linwood, Lopshill, Lower Daggons, Lyndhurst, Marchwood, Martin, Milford on Sea, Minstead, Netley Marsh, Ogdens, Pennington, Rockbourne, Sandleheath, Sopley, Sway, Turmer, Whitsbury, Winsor, Woodgreen.